# Kōtetsujō no Kabaneri
Kōtetsujō no Kabaneri (яп. 甲鉄城のカバネリ, неоф. укр. Кабанері залізної фортеці) — японське аніме режисера Тецуро Аракі, випущене компанією WitStudio з 8 квітня до 30 червня 2016 року на телевізійному каналі Fuji TV. Пролоґ до аніме показувався в кінотеатрах Японії протягом тижня з 18 березня. Сюжет твору - це історія про виживання у стилі стімпанку. 15 грудня 2016 року було анонсовано гру за мотивами аніме і яка вийшла в 2018 році. 10 травня вийшло пряме продовження серіалу — фільм «Кабанері залізної фортеці. Битва за Унато» («Koutetsujou no Kabaneri: Unato Kessen»), де описуються події які відбулися через півроку після битви в Конгогаку.

## Сюжет
Світом переможно крокує індустріальна революція, нові технології все міцніше входять в життя, а перед людством несподівано постає нова проблема, здатна погубити всяке військо і знищити сучасну цивілізацію відразу після її створення. Монстри, вбити яких можна лише ударом в серце, захищене шаром заліза, кусають людей і заражають їх дивним вірусом, що перетворює живих в кабане — агресивну нежить, дуже схожу на зомбі.
Десь на сході острів Морі Хіромото став притулком для людей, які відчайдушно намагаються врятуватися від кабане за стінами притулків. Саме тут і буде розгортатися сюжет серіалу «Кабане залізної фортеці». Людей весь час перевіряють на інфекцію, а для транспортування втікачів створені залізниці і будується локомотив Хаяджіро. На одній із залізничних станцій, через які проходить цей шлях і де ведеться будівельна робота, живе наш головний герой — Ікома, який створив власну зброю для боротьби з кабане. Одного разу в його житті, і так повною турбот, все перевертається з ніг на голову: Хаяджіро виходить з-під контролю після нового сплеску інфекції. Втім, це тривожна подія може надати Ікомі можливість в повній мірі проявити себе.

## Список серій

### 1 серія: «Переляканий труп»
Уявіть собі епоху Едо, в якій сталася якась катастрофа і на свободу вибралися істоти під назвою кабане. У них є серця, але немає душі. Вони мають людську подобу і якщо вкусять, то жертва також стає кабане. До деяких пір єдиним способом порятунку від монстрів було лише втеча, але наш головний герой вирішив не плисти за течією, а розробити власну зброю, яка б знищувала серце кабане. Поки випробування проходили невдало, якби не підказки друга і власна кмітливість.

### 2 серія: «Нескінченна ніч»
Кабанері — це люди, що знаходяться між життям і смертю. Їх тіла вражені укусом кабане, але здатність тверезо мислити, відчувати себе як людина, у них збереглася. Таким везунчиком став наш головний герой — Ікома, після вдалого експерименту з перекриттям артерій, він знайшов другий шанс на порятунок людських життів від мерзенних кабане. Тепер, коли у нього є потужна зброя і знання по влаштуванню організму кабане, юний інженер може зробити неймовірне — випустити зброю масовим тиражем і позбавити людство від напасті. Але не все так просто, люди звикли бачити укуси на тілі і впадати в паніку через страх до кабане, щоб хоч якось приспати пильність варти, Ікома прикидається мандрівником, а його друг змушений допомагати йому в цій справі.

### 3 серія: «Молитовна пропозиція»
Мумей і Ікома благополучно потрапили на потяг, але всі проблеми на цьому не закінчилися, Інститут Кабанері знаходиться в Горі, туди то і спрямовуються наші герої, в надії отримати зцілення і більш досконалу зброю в боротьбі з кабане. Але для цього потрібно ще довести, що ти не є небезпечним кабане і доїхати з усіма до станції. Узуме проти і всіляко налаштовує принцесу щодо новоприбулих бійців, мотивуючи це тим, що парочка може в будь-яку секунду зірватися з ланцюга і покусати весь склад. Але у принцеси немає приводів не довіряти Мумей, хоч і не знає в повній мірі, хто такі кабане. Нею рухає почуття, що саме ця дівчинка приведе їх до перемоги.

### 4 серія: «Стікаюча кров»
Курусу рятує Аяме, як тільки кабане з'являються в лісі, що оточує Кйотецуйо, і всі повертаються на борт. Все ще побоюючись за Кабанері, Шість Вождів на чолі з Акодзі передають Аяме головний ключ від Кйотецуй. Попри страх Аяме, Акодзі перенаправляє Кйотецуй в гори, щоб забезпечити більш короткий шлях до Конгокаку, незважаючи на підвищену небезпеку, яку представляє кабане на відкритій гірській стежці. Потім Акоджі відправляє начальника, щоб доставити Такуму та інших інженерів Кадзікі і Сукарі до останньої машини Кйотецуй, щоб з Мумей і Ікома, і від'єднали машину. Проте, кабане, в тому числі Вазаторі, володіє мечем (Кабане, який вивчив бойові прийоми і, таким чином, набагато більш небезпечний), влаштовує засідку в Котетсуйо і вбиває деяких з його пасажирів. Аяме, Курусу і бусі утримують Кабане, в той час як ті, що вижили (пасажири) тікають до передньої частини поїзда. Використовуючи свої навички володіння мечем, Курусу бореться з рештою Кабане в поїзді з близької відстані. Одночасно Мумей, Ікома і їх союзники збігають з машини і б'ються з кабане, але Мумей засинає від виснаження. Курусу бореться з Вазаторі, але в процесі отримує травму. З Ікомою, який потребує свіжої крові, Аяме розрізає свою руку і поповнює його кров'ю. Після того, як Ікома вбиває Вазаторі, Аяме збуджує крик «Роккон Шодзё!» (六根 清浄!), Щоб відсвяткувати їх перемогу. Аяме повертає Головний Ключ і заявляє, що дозволить Кабанері залишитися на борту Кйотецуй, пропонуючи свою кров, щоб допомогти підтримати їх. Друзі Ікоми і ряд інших, включаючи Курусу, добровільно приєднуються до неї.

### 5 серія: «Неминуча темрява»
Ікома допомагає буші розробити зброю для вбивства Кабане, а Аяме заявляє, що Кабанері є охоронцями Ктецуджу. Потяг прибуває на станцію Ясіро, на яку напали Кабане, які все ще залишаютться в ньому. Пасажири Арагану рятують деяких людей, що вижили, які розповідають про Чорний дим перед нападом. Мумей зустрічає Еноку, все ще вірний своєму братові Молодому Майстру. Він попереджає її, що сьогунат діє підозріло, накопичуючи зброю, і радить їй виконати свою місію. Сміття блокує доріжки, і Комітет Кьтецую вирішує використати кран для його видалення. Ікома пропонує обережний маршрут до крана, але Мумей несподівано наполягає на лобовій сутичці з Кабане. Поки Ікома веде групу інженерів, щоб запустити кран, Мумей атакує гніздо Кабане однією рукою, оцінюючи, що в неї залишилось енергії на 90 секунд. Вона їх перемагає, але перед тим, як робоча група може запустити кран, з'являється ще більше Кабане. Екіпаж відступає, і Ікома починає піднімати сміття з краном, в той час як Мумей використовує свою енергію, що залишилася, для боротьби з ордою Кабане. Потім Мумеї піддається нападу Вазаторі, і Ікома йде їй на допомогу, перш ніж він завершить вивезення сміття. У цей момент Чорний Дим прямує до поїзда.

### 6 серія: «Збираючи світло»
Чорна Дим- це колонія Кабане, злита в одного гігантського звіра. Не в силах піти, Кйотецуйо відступає в станційну майстерню і запечатує двері. Ікома знаходить Мумей в пастці під уламками і намагається звільнити її. Комітет обговорює їх варіанти того, щоб виїхати або залишитися. Не маючи можливості звільнити Мумей, Ікома веде кабане від неї і вбиває стільки, скільки він може, перш ніж загинути. Курусу і деякі інші рятують Мумей через тунель. Вона біжить за Ікомою, який важко поранений, і вони всі разом повертаються в поїзд. Поки Чорний Дим відволікається, блюючись тілами мертвої кабане, Ікома прибирає уламки з рейок. Мумей пропонує план: убити звіра, використовуючи всіх, хто працює разом. Кйотецуйо залишає майстерню, переслідуючи звіра. В останній можливий момент вони стріляють в звіра з гармати поїзда, і Мумей вбиває жінку, що управляє ним, яка, на її здивування, була такою ж кабанері, як вона, яка перетворилася в вигнанця. Після перемоги над звіром Кйотецуйо залишає станцію Яшіро.

### 7 серія: «Благати небеса»
Кйотецуйо прибуває на станцію Шіторі, яка все ще зайнята людьми, але їм дозволено залишатися лише протягом декількох днів. Аяме обмінює щось цінне, щоб купити бамбук для церемонії Танабата, щоб люди могли повісити на ньому свої побажання. Потім їм пропонують їжу та інші продукти в обмін на технологію реактивних куль, винайдену Ікомою. Мумей розповідає Ікомі, що її звали Хозумі до того, як вона стала Кабанері, і він обіцяє, що знову зробить її людиною. На наступний день всі вони діляться своїми побажаннями, сподіваючись на краще життя. На наступний день прибуває хаядзіро Кокудзьо з загоном Мисливців. Це елітна команда, яка полює на кабане на чолі з Бібой, сином сьогуна, якого Мумей називає своїм братом. Однак Ікома з підозрою ставиться до минулого Біби і до того, чи дійсно він герой.

### 8 серія: «Мовчазний мисливець»
Біба Аматорі представлений Аяме і показує, що він є «старшим братом» Мумей лише відносно і відрікся від сьогуна. Кабане нападають на станцію Шіторі, і Біба бере свій загін Мисливців і знищує їх усіх, аж раптом з'явився Енокі, якого він звинувачує у зраді. Потім він пропонує супроводжувати Аяні в Конгокаку, і вона приймає пропозицію. Ікома підозрює, що Біба перетворив Мумей в Кабанері і дав їй ім'я Мумей для своїх власних цілей. Біба просить Мумей дістати для нього головний ключ потяга, але її обманюють і дають неправильний ключ. Ікома виявляє, що Біба перевозить кабане на своєму поїзді. Біба використовує Мумей, щоб не дати йому увійти в вагон. Ікома переконаний, що Біба не герой.

### 9 серія: «Ікло руїн»
Самураям сьогуна Кокудзьо з мисливцями відмовлено у в'їзді на станцію Івате, останню перед Конгокаку. Аяме вирішує розлучитися з мисливцями і просить Ікому дістати Мумей. Лорд Маеда, лідер фортеці, погоджується на зустріч з Бібою за умови, що його супроводжують тільки жінки і діти. Під час зустрічі Мумей залишає збори, говорячи, що їй потрібно піти в туалет, і опускає розвідний міст станції Івате, щоб пропустити кабане Біби на станцію. Біба вбиває лорда Маеду. Коли Мумей бачить, як Кабане нападає на станцію, вона приходить в жах від наслідків своїх дій. Тим часом люди Біби беруть в заручники Аяме і вбивають самураїв сьогуна за те, що, за словами Біби, є відплатою за боягузтво сьогунату за останні 10 років. Він вважає, що тільки сильні повинні вижити. Біба вводить сироватку в Кабанрі Хоробі, щоб вона могла стати серцем іншого Чорного Диму, збираючи всіх Кабане в єдину колонію. Чорний Дим переможений, але Хоробі виживає і продовжує боротися. Коли вона досягає Біби, він вбиває її, так як вона виконала своє завдання. Після цього Біба і його люди контролюють спустошену станцію Івате. Потім Мумей розуміє, що все, що сказав їй Біба, було брехнею.

### 10 серія: «Атакуючий— слабкий»
Біба і його війська тепер контролюють Хаяджіро і його пасажирів, використовуючи їх кров, щоб годувати його кабане. Біба пропонує Аяме угоду: якщо вона зможе відкрити ворота Конгокаку і домовитися про зустріч зі своїм батьком, він гарантує безпеку її народу. Він розповідає їй про час, коли його батько послав його і 400 000 солдатів в Кюсю, щоб боротися з кабане, але коли запасні матеріали не були доставлені, вони були оточені і знищені, в чому він звинувачує свого батька. Тим часом Ікома виношує сміливий план з деякими пасажирами, щоб повернути контроль над Хаяджіро. Біба пропонує Мумей шанс приєднатися до його війська, але вона відмовляєтьсяЇїї змушують прийняти вакцину, щоб перетворитись в Чорний Дим. Група Ікоми починає свою атаку, щоб взяти під контроль Котецуйо, але Біба очікував контратаки і протистоїть Ікомі, вбиваючи Такумі, який жертвує собою, щоб врятувати Ікому. Потім Біба закликає Мумей вбити Ікому. Вона підкоряється йому, перебуваючи під наказом вакцини Біби. Мумей поранила Ікому, який падає з Хаяджіро, і летить з моста на берег моря

### 11 серія: «Згораюче життя»
Ікома все ще живий, лежить на березі і знайдений Курусу (який зник безвісти під час попередньої атаки). Біба вводить в Мумей цю саму рідину, яку він використовував на Хоробі, щоб перетворити її в Чорний Дим. Кйотецуйо прибуває в Конгокаку і оголошує, що вони захопили людей, які зруйнували Станцію Івато, таким чином, їм дозволяють ввійти. Аяме вдає, що у Біби в полоні, тому що її команда знаходиться в заручниках, і їх беруть для зустрічі з сьогуном. Біба обманом змушує сьогуна тримати меч, заражений вірусом кабане, який перетворює його в кабане. Потім Біба вбиває його і оголошує всім, що серед них кабане, цим самим створює паніку, і люди починають вбивати один одного зі страху. Карікаташу бере Кйотецуйо в місто і звільняє кабане, в той час як Аяме втікає за допомогою свого дядька. У Курусу є один з учених-укладених Біби, що володіє знаннями про вірус кабане. Він каже, що Мумей можна врятувати, коли вона стане Чорним Димом, ввівши білу плазму в її серце. Ікома наполягає на тому, щоб йому вводили чорну плазму, щоб дати йому додаткову силу, хоча це прискорить вірус кабане і скоротить його життя. Мумей починає своє перетворення в Чорний Дим, щоб здійснити мрію Біби про помсту.

### 12 серія: «Залізна Фортеця»
Ікома і Курусу входять в Конгокаку, притягаючи до них Кабане. Аяме закликає людей припинити нападати один на одного і благає їх покинути Конгокаку зі своїми людьми в Котетсуйо. За допомогою Курусу Ікома може знайти Мумей Нуе. Він знищує хаяджіро Кокудзйо в процесі, коли Мисливці намагаються вбити . Мумей, здається, не знає, ким вона стала, згадуючи спогади з минулого і уявляючи себе оточеною метеликами. Ікома досягає Мумей, але перехоплюється Бібою, який відкривається як Кабанері. Біба завдає удар Ікомі своїм мечем, але це не вбиває його, і, оскільки він збирається спробувати ще раз, Ікома одужує і підриває його своїм пістолетом. Мумей, здається, розуміє, що Ікома поруч, і вона дозволяє йому вводити їй білу сироватку, знищуючи Чорний Дим і повертаючи її в її колишню форму. Аяме і її люди залишають тліючий місто Конгокаку в хаядзіро Котетсуйо з Курусу, Мумей і пораненої Ікома на борту. Ікома починає відновлюватися завдяки сироватці, таємно наданою Бібою, і ефект чорної сироватки, схоже, зменшується. Нарешті Мумей повертає йому свій зелений камінь і цілує його в щочку.

## Персонажі
| Персонаж | Біографія та характеристика |
| -------- | --- |
| Ікома    | Сімнадцятирічний коваль, що живе на станції Арагане. У вільний час займається розробкою прототипу зброї, здатного знищувати серця кабане. У дитинстві на його очах кабане вкусив сестру, і він ніяк не зміг їй допомогти. З тих пір Ікома вирішив, що більше ніколи не буде тікати від своїх проблем. Під час інциденту на станції Ікому кусає кабане, проте тому вдається зупинити поширення вірусу, перекривши доступ крові до голови. В результаті Ікома перетворився в кабанері — наполовину людини, наполовину кабане. Він посивів, став сильнішим, витривалішими, і обзавівся здатністю до регенерації. Негативним наслідком виявилася необхідність пити кров, щоб запобігти остаточному перетворення в кабане. Після інциденту став подорожувати на Сталевий фортеці. Має яскраво вираженим почуттям справедливості, в бою не відчуває страху. |
| Мумей    | Її ім'я пишеться двома символами кандзі, які переводяться як «безіменна». Справжнє ім'я — Ходзумі (Hozumi). Дванадцятирічна дівчина, яка потрапляє на станцію Арагане за день до інциденту. У минулому, під час нападу кабане на її село, випадково забіг до хати чоловік на очах Мумей вбив її матір. Вона — кабанері, однак, на відміну від Ікоми, стала такою добровільно в результаті ін'єкції зараженої крові. Має чудові бойовими навичками, і здатна самотужки знищити величезну кількість кабане. Вважає, що все життя — боротьба, і слабкі не повинні жити в цьому світі. |
| Аяме     | Дочка в аристократичному сімействі Йомогава. Її батько був головою станції Арагане. Після його смерті Аяме бере на себе управління Сталевої фортецеі. Незважаючи на брак лідерських якостей, вона готова зробити все, щоб захистити людей, за яких відповідає. Вміє стріляти з лука. |
| Курусу   | Сімнадцятирічний самурай, персональний охоронець і найвірніший соратник Аяме. Навіть після інциденту залишається відданим пані. Вкрай серйозно ставиться до своєї роботи і соціальним статусом, готовий віддати життя за тих, кого захищає. Ненавидить кабане, бореться з ними за допомогою самурайського меча. Спочатку мав вкрай напружені відносини з Ікомою. |
| Такумі   | Кращий друг Ікоми, вони разом розробили прототип зброї, здатного пробивати оборону кабане. Завжди виконує накази, однак готовий проявити характер, коли справа стосується його друзів. Добрий і чесний хлопець. Помирає під час битви на поїзді. |
| Юкіна    | Учениця машиніста, працювала на станції Арагане. Під час інциденту бере на себе управління поїздом. Спокійна, впевнена в своїх силах дівчина з рожевими волоссям. Дбайливо ставиться до почуттів інших людей. |
| Біба     | Син сьогуна, лідер мисливців на кабане. Хлопець з довгими рожевими волоссям озброєний мечем. Мумей називає його «братом», хоча кровного споріднення у них немає. Біба прагне зробити людство краще, нехай навіть і найжорстокішими методами. Харизматичний, холоднокровний і жорстокий. Стверджує, що сильні повинні жити, а слабкі — померти. Вважає, що люди не повинні ховатися за стінами, і повинні боротися з загрозою без страху смерті. |

## Малюнок
Реалістичний стиль малювання в повній мірі передає похмуру атмосферу постапокаліпсис, а елементи стимпанка додають краплину стильності та оригінальності. Аніме прекрасно виглядає як в динаміці (цьому сприяє велика кількість нестандартних ракурсів і детально пророблена анімація боїв) так і в статиці (великі плани і фонові зображення ретельно промальовані і рясніють дрібними деталями). Дизайн персонажів дозволяє легко їх запам'ятати

## Музика
Музику до аніме написав композитор Хіроюкі Савано.
| №   | Назва                       | Слова         | Виконавець   | Тривалість |
| --- | --------------------------- | ------------- | ------------ | ---------- |
| 1.  | «KABANERIOFTHEIRONFORTRESS» | cAnON.        | Eliana       | 5:18       |
| 2.  | «Warcry»                    | Benjamin, mpi | mpi          | 4:14       |
| 3.  | «KGK»                       |               |              | 5:23       |
| 4.  | «JAnoPAN»                   |               | mpi          | 4:35       |
| 5.  | «Through My Blood»          | cAnON.        | Міка Кобаясі | 4:14       |
| 6.  | «noname»                    |               |              | 4:39       |
| 7.  | «88城»                      |               |              | 4:35       |
| 8.  | «VIVALABIBA»                |               |              | 4:00       |
| 9.  | «ComeBack音»                |               |              | 7:15       |
| 10. | «Next of Kin»               | Benjamin, mpi | Benjamin     | 3:27       |
| 11. | «araganeekiNo@8女»          |               |              | 4:38       |
| 12. | «克JOU気MACHINE甲»          |               |              | 6:57       |
| 13. | «Grenzlinie»                | Rie           | Cyua         | 4:56       |
| 14. | «Ktetsu上-abdli»            |               |              | 3:38       |
| 15. | «1coma»                     |               | Міка Кобаясі | 5:33       |
| 16. | «icon»                      | cAnON.        | Eliana       | 4:23       |